# Poritia phare
Poritia phare är en fjärilsart som beskrevs av Druce 1895. Poritia phare ingår i släktet Poritia och familjen juvelvingar. Inga underarter finns listade i Catalogue of Life.